# Franziska Maderthaner
Franziska Maderthaner (* 18. Juni 1962 in Wien) ist eine österreichische Malerin.

## Leben
Franziska Maderthaner besuchte von 1972 bis 1980 das Akademische Gymnasium in Wien. Von 1980 bis 1985 studierte sie an der Universität für angewandte Kunst Wien Kunstpädagogik bei Herbert Tasquil. Sie beendete ihr Studium mit der schriftlichen Diplomarbeit „Freie Internationale Universität. Objektivierungsversuch des Organs für die soziale Skulptur von Joseph Beuys.“ Von 1985 bis 1986 studierte sie Grafik bei Oswald Oberhuber. Von Juni 1984 bis März 1985 war sie Assistentin von Martin Kippenberger. Seit 1984 nimmt sie an Ausstellungen teil. Nach dem Studium war sie freie Mitarbeiterin an diversen Filmprojekten und Theaterproduktionen. Seit 2000 ist sie außerordentliche Professorin für Malerei und Grafik an der Universität für angewandte Kunst Wien. Von 2004 bis 2006 war sie Vorsitzende der IG Bildende Kunst in Österreich.
Maderthaner hat einen Sohn und lebt seit 2007 in Wien und im Waldviertel (Niederösterreich).

## Werk
In ihren Gemälden verwebt Maderthaner Gegenständliches und abstrakt Expressionistisches. Aus ihren Farbschüttungen und radikalen Malgesten entwinden sich Körper, Stillleben und Objekte oder Szenen der Alltagskultur. Abstraktion und Gegenständlichkeit schließen sich in ihrer Kunst nicht aus, sondern ergänzen und stützen einander in vielfältigster Weise. Oft und gern verwendet sie dabei Zitate aus der Malereigeschichte. Andere ihrer Arbeiten stellen nur vermeintlich Kunsthistorisches dar, sind aber „Reenactments“, lebende historische Rollenspiele von heute. Auch Caravaggio, Tiepolo oder niederländische Barockmaler-Zitate werden mit aktuellen Bildwelten durchmischt und wachsen aus den amorphen Farbwelten.

## Ausstellungen (Auswahl)
- 2021, “Bon Voyage” – Kunst an der Grenze, Jennersdorf (Personale)
- 2019 „Sehnsuchtsräume“ – Landesgalerie Niederösterreich, Krems
- 2019 „Ich bin alles zugleich“ Selbstdarstellung von Schiele bis heute – Landesgalerie Niederösterreich, Krems
- 2018  “Echt jetzt?” Zitat und Kopie in der Kunst —Landesgalerie Oberösterreich
- 2017 “Treffen sich eine Malerin und zwei Maler…” (Gemeinschaftsbilder von Max Böhme, Ronald Kodritsch und Franziska Maderthaner) – Kunstraum Nestroyhof Wien
- 2016 “Der feine Riss – Zeitgenössische Malerei auf dem historischen Feld” – Haus am Lützowplatz Berlin
- 2016 “Gemischte Gefühle KLASSE KUNST V” – Landesgalerie Oberösterreich
- 2015  „ Malerei 1591 – 2015“ – Museum Angerlehner, Wels/Thalheim, (Personale)
- 2014  „Out Of The Flat“ – Gesellschaft für junge Kunst e.V., Baden-Baden, (Personale)
- 2012 „Eine Türklingel, die macht mir nichts, dir nichts ding-dong“ – Neuer Kunstverein Aschaffenburg
- 2004 „Reserve der Form in Architektur, Kunst und Alltagskultur“ – Künstlerhaus, Wien
- 2003 „!Go Johnny Go!“ – Kunsthalle Wien